# ガッタン ガッタン それでもゴー
『ガッタン ガッタン それでもゴー』は、NHK岐阜放送局の開局75周年を記念して制作され、「岐阜発地域ドラマ」としてNHK BSプレミアムにて2015年10月28日の22時から22時59分に放送された日本のテレビドラマである。飛騨・神岡町と高山・奥飛騨温泉郷を舞台に、悩みを抱えて生きる2人の若い男女が地域の人々や土地の宝との出会いを通じて進路を見出していく姿を描く。岩井秀人作。主演は谷村美月が務めた。
撮影は岐阜県高山市や飛騨市で行われた。

## 登場人物

### 主要人物
伊藤 加奈
演 - 谷村美月（子ども時代：内田未来）
舞台関係の仕事をしてたが、母の死をきっかけに故郷の奥飛騨へ帰ってくる。幼少期のイジメが原因で故郷にはいい印象がない。
森田 信一
演 - 町田啓太（子ども時代：嶋﨑青大）
奥飛騨にある旅館「飛騨宝人」の跡取り息子で、加奈の同級生。
伊藤 裕美
演 - 芳本美代子
加奈の母親。
森田 春子
演 - 国生さゆり
旅館「飛騨宝人」の女将で信一の母。
森田 哲治
演 - 鶴見辰吾
旅館「飛騨宝人」の主人で信一の父。
小谷 良夫
演 - 松尾スズキ
奥飛騨にある「小谷木工所」の所長。

### その他
マサ子
演 - 平田敦子
正平
演 - 高橋周平

## スタッフ
- 作 - 岩井秀人
- 音楽 - 和田貴史
- 主題歌 - cinema staff[注 1]「YOUR SONG」
- 題字 - 日比野克彦[注 1]
- 制作統括 - 伊丹晃、青木信也
- 演出 - 冨久尾有里予
- 制作・著作 - NHK岐阜放送局